# So What If We're on Mystic!
So What If We're on Mystic! è un EP pubblicato dalla punk rock band NOFX nel 1986.

## Tracce

### Lato A
1. Mom's Rules
2. On My Mind
3. Drain Branage
4. Bob Turkee

### Lato B
1. Shitting Bricks
2. Lager in the Dark
3. Too Mixed Up
4. White Bread

## Formazione
- Fat Mike - basso
- Dave Allen - chitarra e voce
- Eric Melvin - chitarra
- Scott Aldahl - batteria